# Джордж Мейсън
 Тази статия е за американския политик.  За индустриалеца вижте Джордж Мейсън (бизнесмен).  
Джордж Мейсън (на английски: George Mason) е американски политик и юрист. Делегат от Вирджиния в Конституционния конвент, приел Конституцията на Съединените щати, Мейсън, заедно с Джеймс Мадисън, е основният автор на Закона за правата и е определян като един от Бащите основатели на Съединените щати.

## Биография
Джордж Мейсън е роден на 11 декември 1725 година в семейната плантация в окръг Феърфакс на британската колония Вирджиния. Не получава формално образование, но става съдия в окръжния съд на Феърфакс, а от 1759 година е депутат в парламента на Вирджиния. През 1776 година става депутат във Вирджинския конвент, където играе активна роля в изготвянето на Декларацията за правата и Конституцията на щата.
През 1787 година Мейсън е един от делегатите на Вирджиния във Федералния конвент и участва активно в подготовката на Конституцията на Съединените щати, но отказва да подпише окончателния текст, влизайки в конфликт със своя съсед Джордж Вашингтон, най-вече заради липсата на Закон за правата. През 1791 година, след кампания, водена от Джеймс Мадисън, е приет Законът за правата – първите десет поправки в Конституцията, които до голяма степен отразяват Декларацията за правата на Вирджиния.
Джордж Мейсън умира на 7 октомври 1792 година в дома си в Мейсън Нек, Вирджиния.